# Batalla de Liuban
|  | Per a altres significats, vegeu «Batalla de Vólkhov (desambiguació)». |

La batalla de Liuban, també coneguda com a Tercera Batalla de Vólkhov, va ser una part del setge de Leningrad del front oriental de la Segona Guerra Mundial.
Va tindre lloc del 7 de gener de 1942 al 30 d'abril de 1942. Va ser una operació ofensiva soviètica de la Segona Guerra Mundial, dirigida pels fronts de Volkhov i Leningrad de l'Exèrcit Roig, amb l'objectiu de rellevar el setge de Leningrad i encerclar i destruir les forces alemanyes que realitzaven el setge.

## Història
Durant l'ofensiva no es van utilitzar tancs a causa del terreny, per tant va correspondre a la infanteria i l'artilleria. Les forces soviètiques atacants es van trobar baix un intens foc de les posicions defensives alemanyes, i l'Exèrcit Roig no tenia el suport adequat de l'artilleria contra les línies enemigues. L'ofensiva es va estancar i els soviètics van passar a la defensiva. El mariscal de camp Georg von Küchler va contraatacar amb una operació anomenada "Depredador" (Operation Raubtier), i el 2n Exèrcit de Xoc soviètic va ser tallat i encerclat. Va ser destruït el juny de 1942 i el seu comandant Andrei Vlàssov va ser fet presoner.

### Anàlisi
Els fronts de Volkhov i Leningrad no tenien vehicles blindats, municions d'artilleria, reserves de mà d'obra, combustible i aliments per muntar operacions ofensives sostingudes contra el 18è exèrcit alemany. La potència de foc soviètica inadequada no podia inutilitzar el sistema alemany de punts forts fortificats als boscos. Els alemanys van causar greus pèrdues a les forces soviètiques que van atacar i van obligar-lo a passar a la defensiva. Segons el general Mikhail Khozin, no hi havia forces blindades soviètiques i potència de foc d'artilleria en quantitats suficients per contrarestar les penetracions i derrotar els contraatacs alemanys.

### Baixes
Dels 327.700 homes desplegats a la batalla del 7 de gener al 30 d'abril de 1942, el front de Volkhov va perdre 308.367, amb 95.064 morts o desapareguts i 213.303 ferits o malalts.